# 프로토포르피리노젠 IX
프로토포르피리노젠 IX(영어: protoporphyrinogen IX)은 헤모글로빈과 엽록소를 포함하고 있는 중요한 생화학 물질의 한 종류인 포르피린의 생합성 과정에서 생성되는 유기 화합물이다. 프로토포르피리노젠 IX은 프로토포르피린 IX의 직접적인 전구체이다.
프로토포르피리노젠 IX는 포르피리노젠으로, 비방향족 헥사하이드로포르핀 코어를 가지고 있으며, 이는 헴 합성의 후기 단계에서 포르핀 코어로 산화된다. 대부분의 포르피리노젠들과 마찬가지로 프로토포르피리노젠 IX는 무색이다.

## 생합성
대부분의 생물에서 프로토포르피리노젠 IX는 코프로포르피리노젠 산화효소에 의해 코프로포르피리노젠 III로부터 생성된다.
|  |

이 과정은 4개의 프로피오닐기 중 2개를 비닐기로 전환시키는 것을 수반한다. 코프로포르피리노젠 III에서 피롤 고리의 치환기들은 MP-MP-MP-PM(여기서 M은 메틸기, P는 프로피오닐기임)의 배열을 가지고 있다. 프로토포르피리노젠 IX에서 피롤 고리의 치환기들은 MV-MV-MP-PM(여기서 V는 비닐기임)의 배열을 가지고 있다.
프로토포르피리노젠 산화효소의 작용에 의해 프로토포르피리노젠 IX는 헴의 생합성 과정에서 색을 가지고 있는 첫 번째 테트라피롤인 프로토포르피린 IX로 전환된다.

## 같이 보기
- 코프로포르피리노젠 III
- 프로토포르피리노젠 산화효소